# Robert Brien
Robert Brien, né à Sydney le 26 octobre 1944, est un joueur de tennis australien.

## Palmarès

### Finale en simple messieurs
| No | Date | Nom et lieu du tournoi                      | Catégorie | Surface | Vainqueur       | Score         |  |
| -- | ---- | ------------------------------------------- | --------- | ------- | --------------- | ------------- |  |
| 1  | 1964 | Tournoi de tennis de Cincinnati, Cincinnati |           | NC      | Herb Fitzgibbon | 6-1, 6-3, 6-1 |  |